# Адам Рапацький
Адам Рапацький (пол. Adam Rapacki; 24 грудня 1909, Львів — 10 жовтня 1970, Варшава) — польський політик, економіст і дипломат.

## Біографія
- 1920—1929 — навчання в гімназії А. Міцкевича у Варшаві.
- 1929—1932 — навчання в Варшавській школі економіки. З 1931 року в Союзі незалежної соціалістичної молоді.
- 1939 — участь в бойових діях вересня 1939, був у німецькому полоні.
- 1947—1950 — міністр мореплавства ПНР.
- 1956—1968 — міністр закордонних справ ПНР.

На 12-й сесії Генеральної Асамблеї ООН 2 жовтня 1957 року запропонував проект створення безатомної зони в Центральній Європі (включаючи Чехословаччину, Польщу, Східну і Західну Німеччину). Проект відомий під назвою План Рапацького.
Рапацький помер у Варшаві у віці 60 років 10 жовтня 1970 року.